# Beata Hłasko

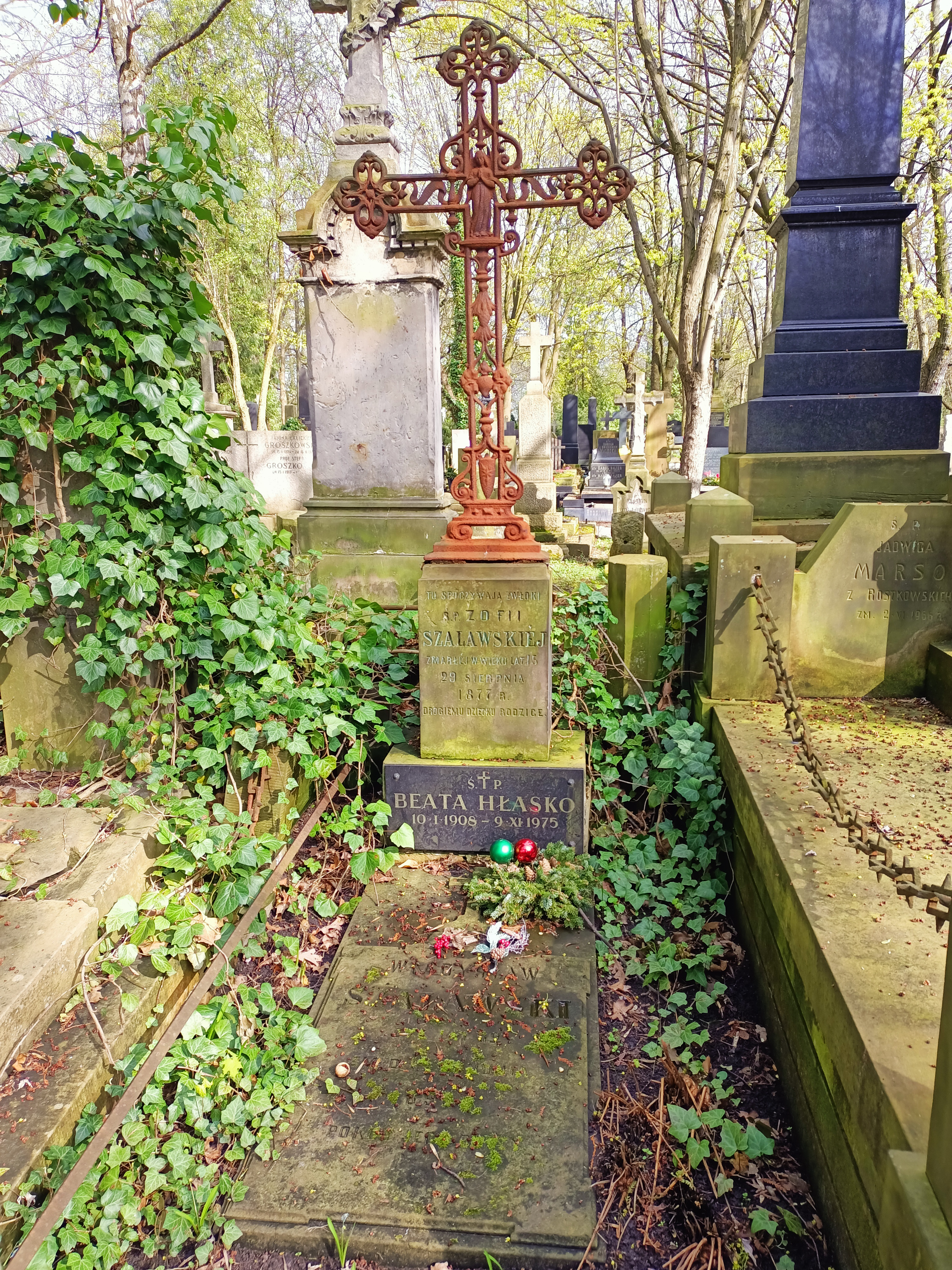
Grób Beaty Hłasko na Cmentarzu Powązkowskim w Warszawie

Beata Hłasko, z domu Andrychiewicz (ur. 10 stycznia 1908 w Warszawie, zm. 9 listopada 1975 w Warszawie) – polska tłumaczka literatury skandynawskiej. 
Córka Polaka i Norweżki. W latach 1928–1930 pracowała w Ministerstwie Spraw Zagranicznych, w latach 1931–1944 była korespondentką języków obcych w Izbie Przemysłowo-Handlowej w Warszawie. Od 1938 roku była drugą żoną Macieja Hłaski, ojca Marka. Była żołnierzem AK, uczestniczyła w powstaniu warszawskim. Od 1945 do 1949 r. była tłumaczką poselstwa norweskiego w Warszawie.Pochowana na Cmentarzu Powązkowskim kwatera 67, rząd 4, miejsce 26

## Tłumaczenia (wybór) z jęz. francuskiego i norweskiego
- Peter Christen Asbjornsen, Jorgen Moe, Zamek Soria Moria: baśnie norweskie (wespół z Adelą Skrentną; wybór i przedm. Adela Skrentna; oprac. graf. Adam Kilian; Wydawnictwo Poznańskie 1975; il. Marek Goebel, Krajowa Agencja Wydawnicza 1985, ISBN 83-03-00522-7)
- Lucien Farago, Panna Margeryta ( PAX 1975)
- Vera Henriksen, Zaczarowany kamień (PAX 1976)
- Sigurd Hoel, Droga na kraniec świata (Seria Dzieł Pisarzy Skandynawskich; Wyd. 2: Wydawnictwo Poznańskie 1976)
- Johan Borgen, Mały lord (Wydawnictwo Poznańskie 1977)
- Sigurd Hoel, Spotkanie u milowego słupa (oprac. graf. Emilia Freudenreich; Wyd. 3: Wydawnictwo Poznańskie 1979, ISBN 83-210-0049-5)
- Tarjei Vesaas, Ptaki (Seria Dzieł Pisarzy Skandynawskich; Wyd. 2: Wydawnictwo Poznańskie 1974)
- Tarjei Vesaas, Pałac lodowy (posłowie Henryk Bereza; Wyd. 2: Wydawnictwo Poznańskie 1979, ISBN 83-210-0021-5)
- Roger Buliard, Inuk: misje ma krańcu świata (Wyd. 2: Misjonarze Oblaci Maryi Niepokalanej, Poznań 1985, ISBN 83-00-02240-6; 1991, ISBN 83-00-02240-6)
- Peter Christen Asbjornsen, Jorgen Moe, Król Valemon zaklęty w białego niedźwiedzia i inne baśnie norweskie ; przeł. (oprac. graf. Adam Kilian; Wydawnictwo Poznańskie 1987, ISBN 83-210-0672-8)
- Elisabeth Dored, Kochałam Tyberiusza (Wyd. 2: Wydawnictwo Poznańskie 1989, ISBN 83-210-0832-1; Graffiti 1991, seria: "Najpiękniejsze romanse"; Książnica 1997, ISBN 83-7132-177-5; 2002, ISBN 83-7132-493-6)
- Vera Henriksen, Córka Wikingów (wyd. 3: Książnica 1996, ISBN 83-7132-106-6)
- Sigrid Undset, Legendy o królu Arturze i rycerzach Okrągłego Stołu (oprac. graf. Maciej Hibner; PAX 1979, ISBN 83-211-0029-5; wyd. 4 jako: Legendy o królu Arturze (ilustr. Beata Kulesza-Damaziak; PAX 2002, ISBN 83-211-0029-5)
- Vera Henriksen, Srebrny młotek (Wyd. 4: Książnica 2004, ISBN 83-7132-727-7)
- Vera Henriksen, Święty król (Wyd. 4: Książnica 2004, ISBN 83-7132-729-3)
- Vera Henriksen, Znak (Wyd. 4: Książnica 2004, ISBN 83-7132-728-5)